# Родамін B
Родамін Б (англ. Rhodamine B) — хімічна сполука, флуоресцентний барвник. Похідні родаміну Б часто використовуються в біологічних та біомедичних дослідженнях.
Приміром, фарбування аураміном–родаміном використовують для виявлення кислотостійких бактерій, зокрема мікобактерій. Родамінові барвники також широко застосовуються в біотехнології, в таких галузях як флуоресцентна мікроскопія, проточна цитометрія, флюоресцентна кореляційна спектроскопія та ІФА.

## Інші застосування

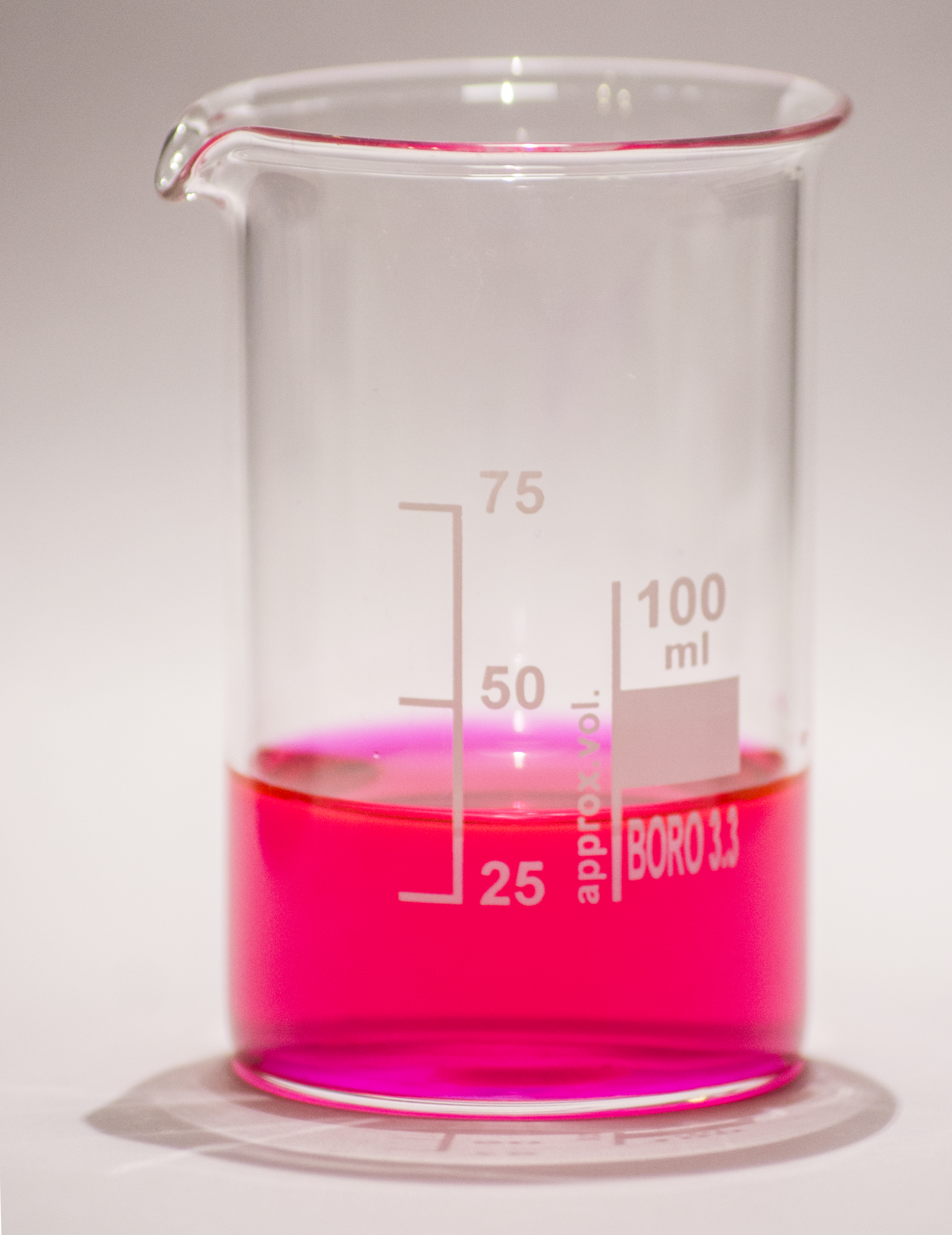
Розчин родаміну Б у воді

Родамін Б часто додають до гербіцидів, щоб маркувати місця, де вони були використані.

## Властивості
Родамін Б може існувати в рівновазі між двома формами: «відкритою» / флуоресцентною формою та «закритою» / нефлуоресцентною формою спіролактаму. «Відкрита» форма переважає в кислому середовищі, тоді як безбарвна «закрита» форма переважає в лужному середовищі.

Інтенсивність флуоресценції родаміну Б зменшується зі збільшенням температури розчину.
Розчинність родаміну Б у воді змінюється залежно від способу його отримання і лежить в діапазоні 8 ~ 15 г/л. Розчинність у спиртах складає близько 15 г/л. Хлорована водопровідна вода розкладає родамін Б. Розчини родаміну Б адсорбуються пластмасами, їх слід зберігати у склі. Завдяки флуоресценції в районі 610 нм родамін Б використовують як лазерний барвник. Квантовий вихід його люмінесценції становить 0,65 в лужному етанолі, 0,49 в етанолі, 1,0, і 0,68 в 94 % етанолі. Квантовий вихід флуоресценції залежить від температури.